# Enemion
Enemion – rodzaj roślin należący do rodziny jaskrowatych. Obejmuje 7 gatunków występujących głównie w zachodniej części Ameryki Północnej, tylko E. biternatum ma szerszy zasięg na kontynencie amerykańskim, a E. raddeanum rośnie w północno-wschodniej Azji. 

## Morfologia
Byliny z okazałym, drewniejącym kłączem lub bulwiasto zgrubiałymi korzeniami. Liście skrętoległe, dolne ogonkowe, górne krótkoogonkowe lub siedzące. Blaszka liściowa dwukrotnie trójdzielnie złożona. Listki lub człony liści owalne, całobrzegie lub głęboko rozcięte na 3 odcinki. Bez przysadek. Kwiaty skupione po 2 do 10 w kwiatostanie, ewentualnie pojedyncze. Kwiaty obupłciowe, promieniste. Listki okwiatu w jednym okółku w liczbie 5, białe, czasem zaróżowione, owalne o długości od 3,5 do 15 mm. Pręciki w liczbie od 9 do 75, z cienkimi nitkami. Słupki 2 do 10, rzadko pojedyncze, w każdym znajdują się 2 do 6 zalążków. Owocami są mieszki. 

## Systematyka
Pozycja według APweb (aktualizowany system APG III z 2009)
Rodzaj z podrodziny Thalictroideae Rafinesque, rodziny jaskrowatych (Ranunculaceae) z rzędu jaskrowców (Ranunculales), należących do kladu dwuliściennych właściwych (eudicots). W obrębie podrodziny tworzy klad wspólnie z rodzajami Dichocarpum i zdrojówka (Isopyrum).
Wykaz gatunków
- Enemion biternatum (Torr. & A.Gray) Raf.
- Enemion hallii (A.Gray) J.R.Drumm. & Hutch.
- Enemion leveilleanum (Nakai) Nakai
- Enemion occidentale (Hook. & Arn.) J.R.Drumm. & Hutch.
- Enemion raddeanum Regel
- Enemion savilei (Calder & Roy L.Taylor) Keener
- Enemion stipitatum (A.Gray) J.R.Drumm. & Hutch.